# Фронтиспіс

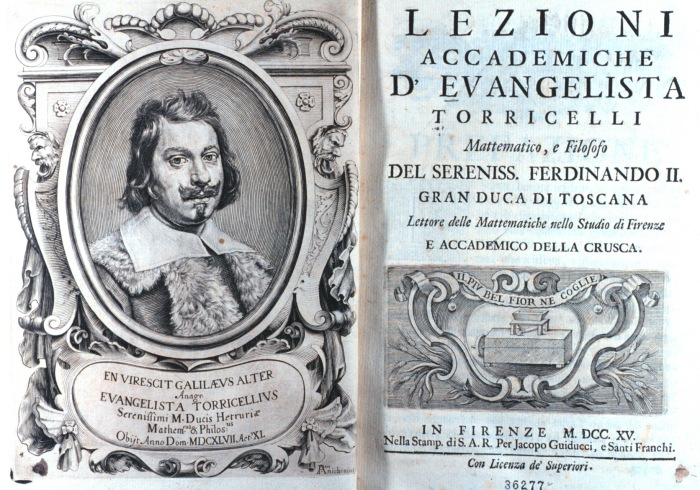
Академічні лекції Е. Торічеллі, фронтиспіс (ліворуч) з портретом Торічеллі, видання 1715 р.

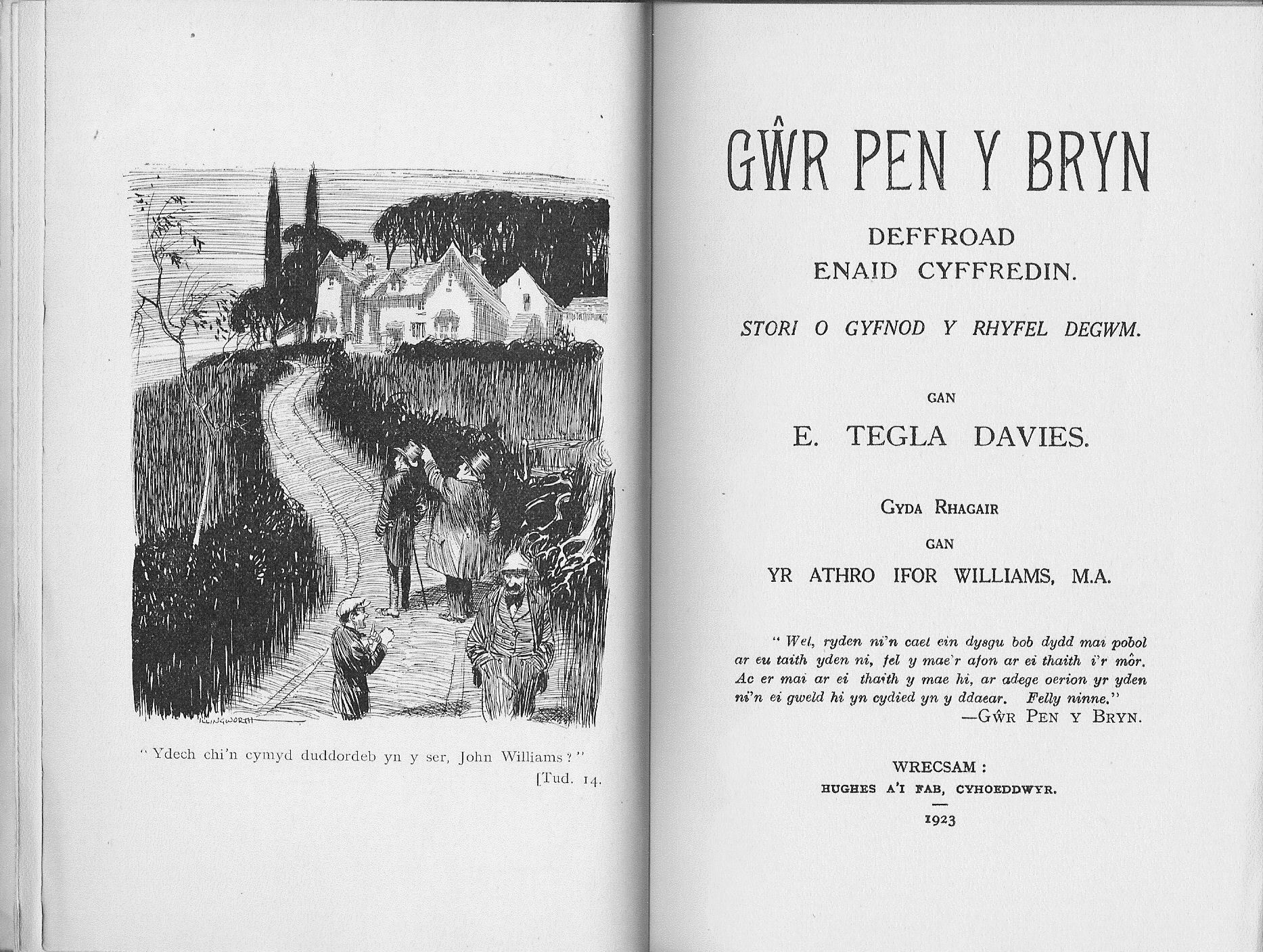
Телья Девіс, пейзажний фронтиспіс до видання 1923 р. «Історична новела валлійською мовою»

Фронтиспі́с (фр. frontispice від лат. frontispicium, утвореного від frons — «лоб», «перед» + spĭcĭo — «дивлюся») — ілюстрація, розташована перед титульним аркушем книги на лівій сторінці.

## Історичні дані
Головним чином, це портрет автора, портрет особи, якій присвячували книгу або ілюстрація символічного характеру, яка стосується всього твору або найважливішого моменту, про який йдеться в ньому. В стародавніх виданнях — часто це єдина ілюстрація в книзі. Фронтиспіс може займати тільки оптичну середину сторінки чи майже усе її поле.
До створення фронтиспісів залучали як видатних майстрів гравюри, так і аматорів, що обходилось дешевше. Тому така різниця якості зображень фронтиспісів, що створені дійсно великими майстрами чи випадковими підмайстрами — друкарями. Фронтиспіс часто свідоцтво панівного мистецького стилю доби: відродження, бароко, рококо, класицизму, еклектики, модерну тощо.
Серед творців фронтиспісів:
- Йоганн Данієль Тіціус (Johann Daniel Tietz)
- Давід фон Швейніц (David von Schweinitz)
- Джакомо Леоні (Giacomo Leoni)
- Томас Спрет (Thomas Sprat)
- Моріс Гломе (Maurice Glomeau)
- Телья Девіс (Tegla Davies)
- Флоренс Вайт Вільямс (Florence White Williams)

## Галерея

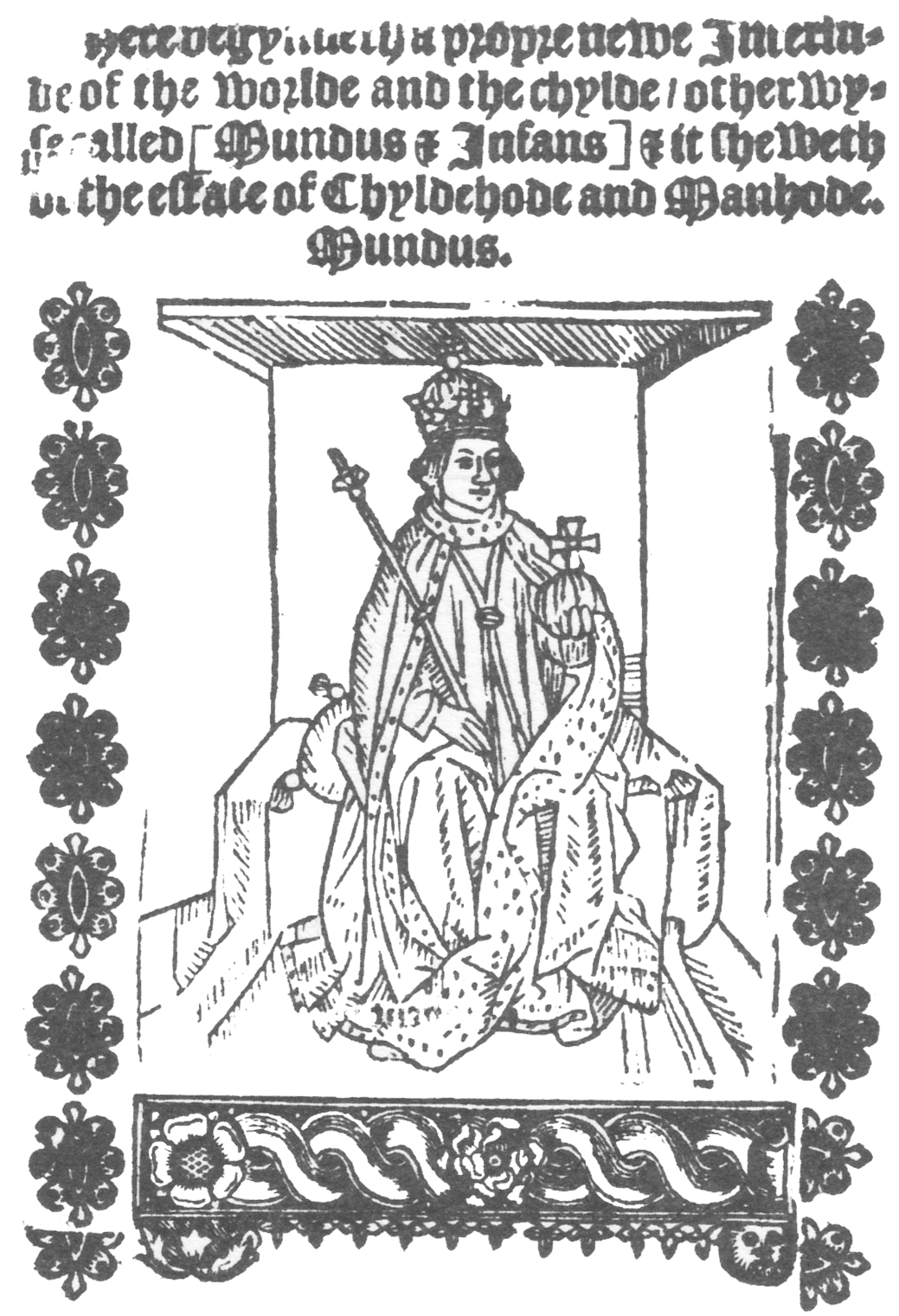
Лондонське видання доби відродження, 1522
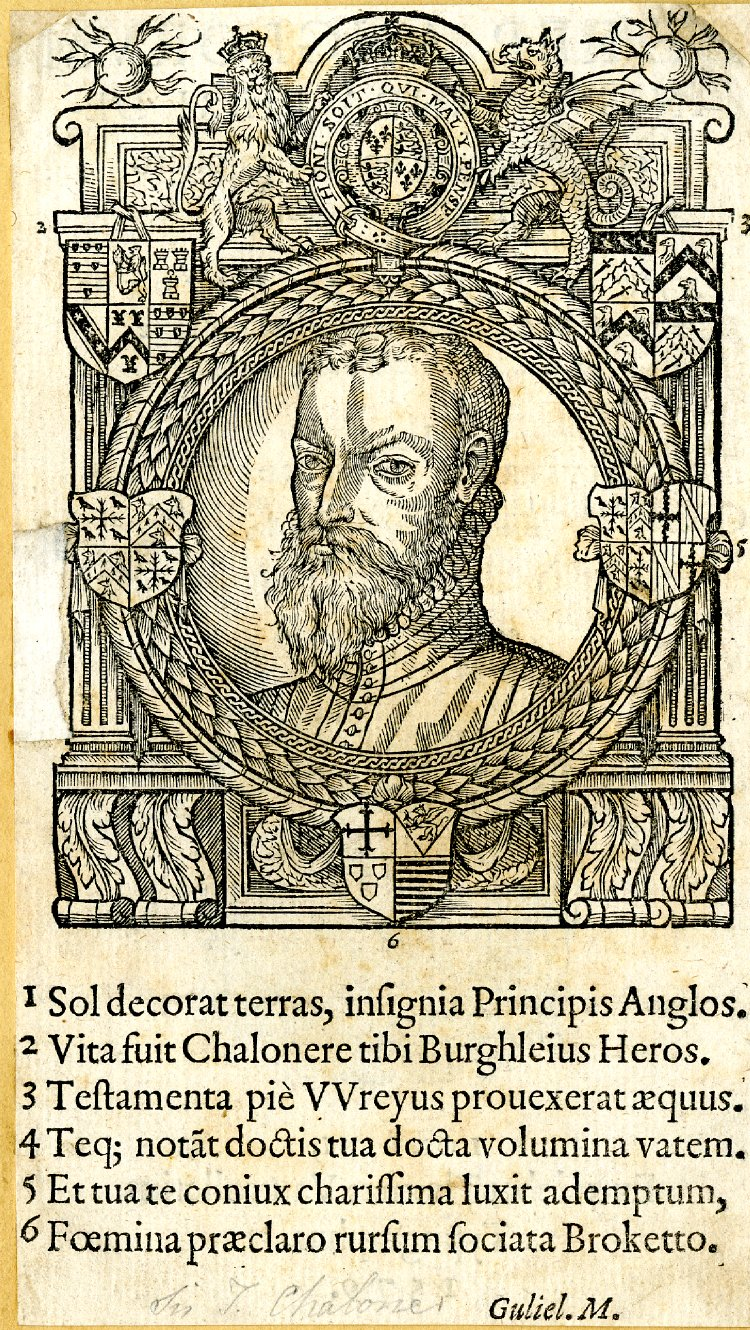
Сер Томас Челонер. дереворит, 1579
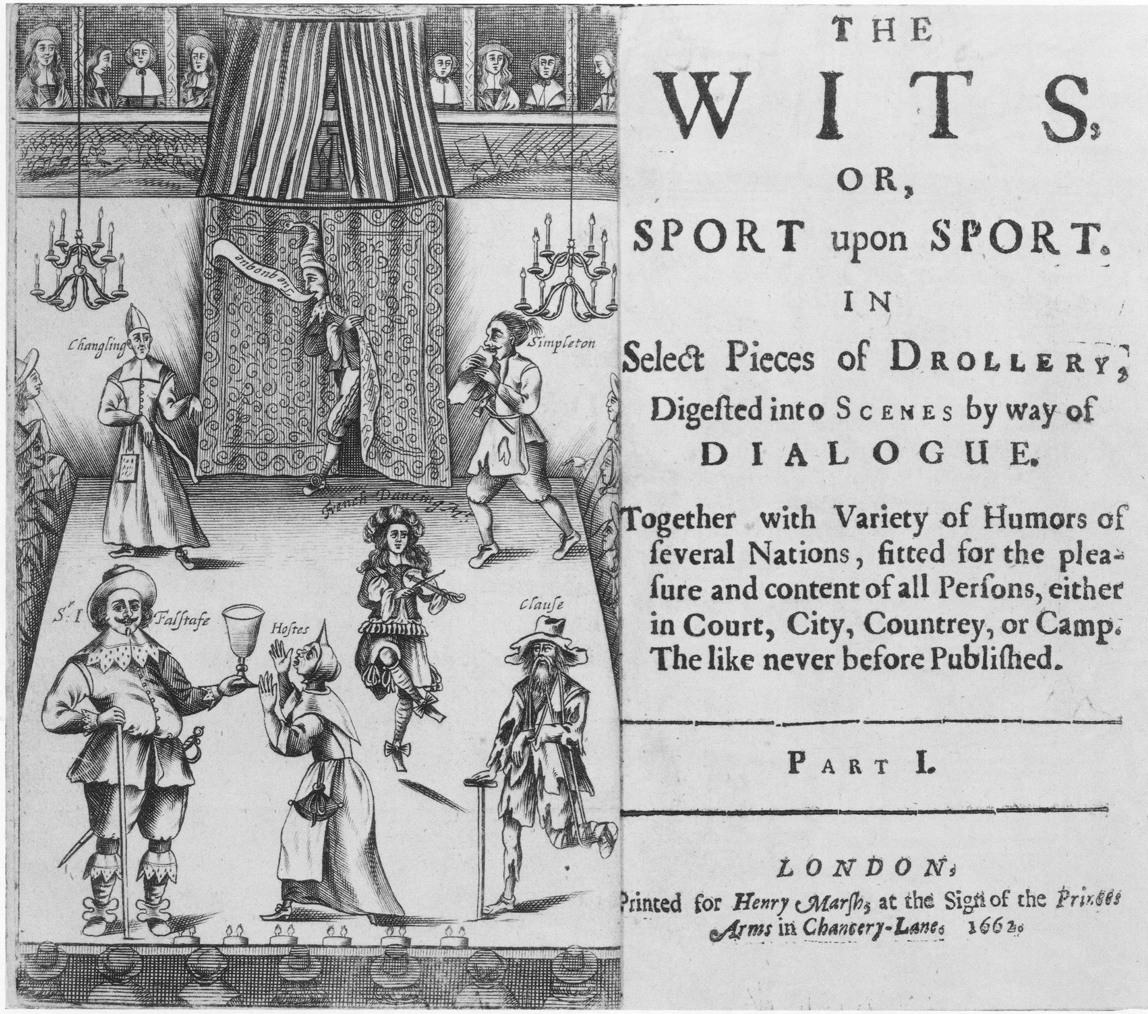
Вибрані п'єси, фронтиспіс видання 1662 р.
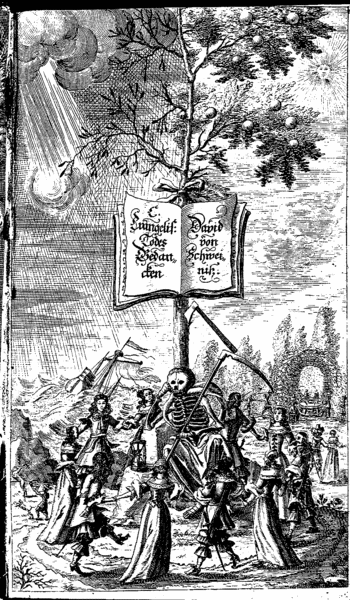
Давід фон Швейніц, фронтиспіс видання 1664 р.
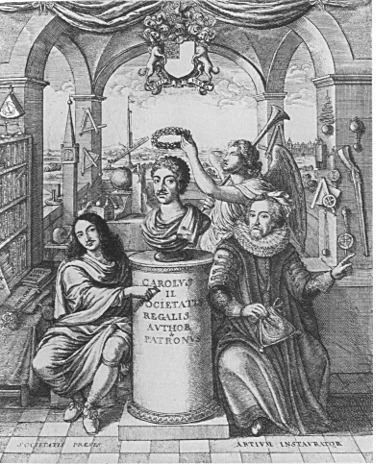
Томас Спрет, фронтиспіс до видання «Історія Королівського (наукового) товариства», 1667
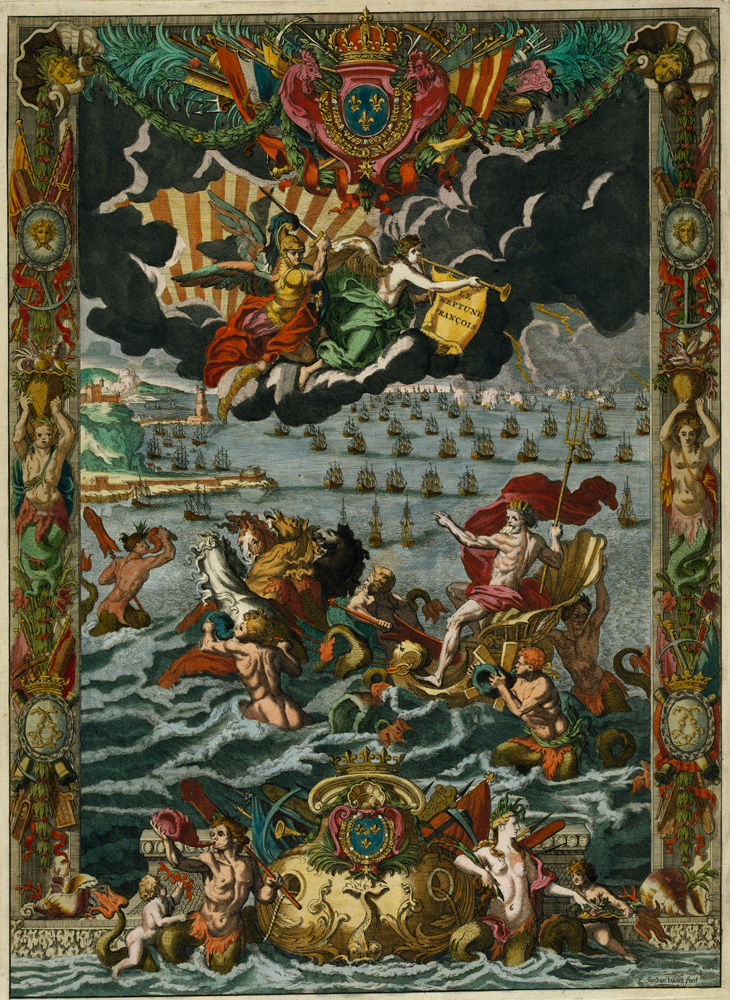
Ян ван Віанен. Фронтиспіс до морського атласу «Le Neptune François», 1693
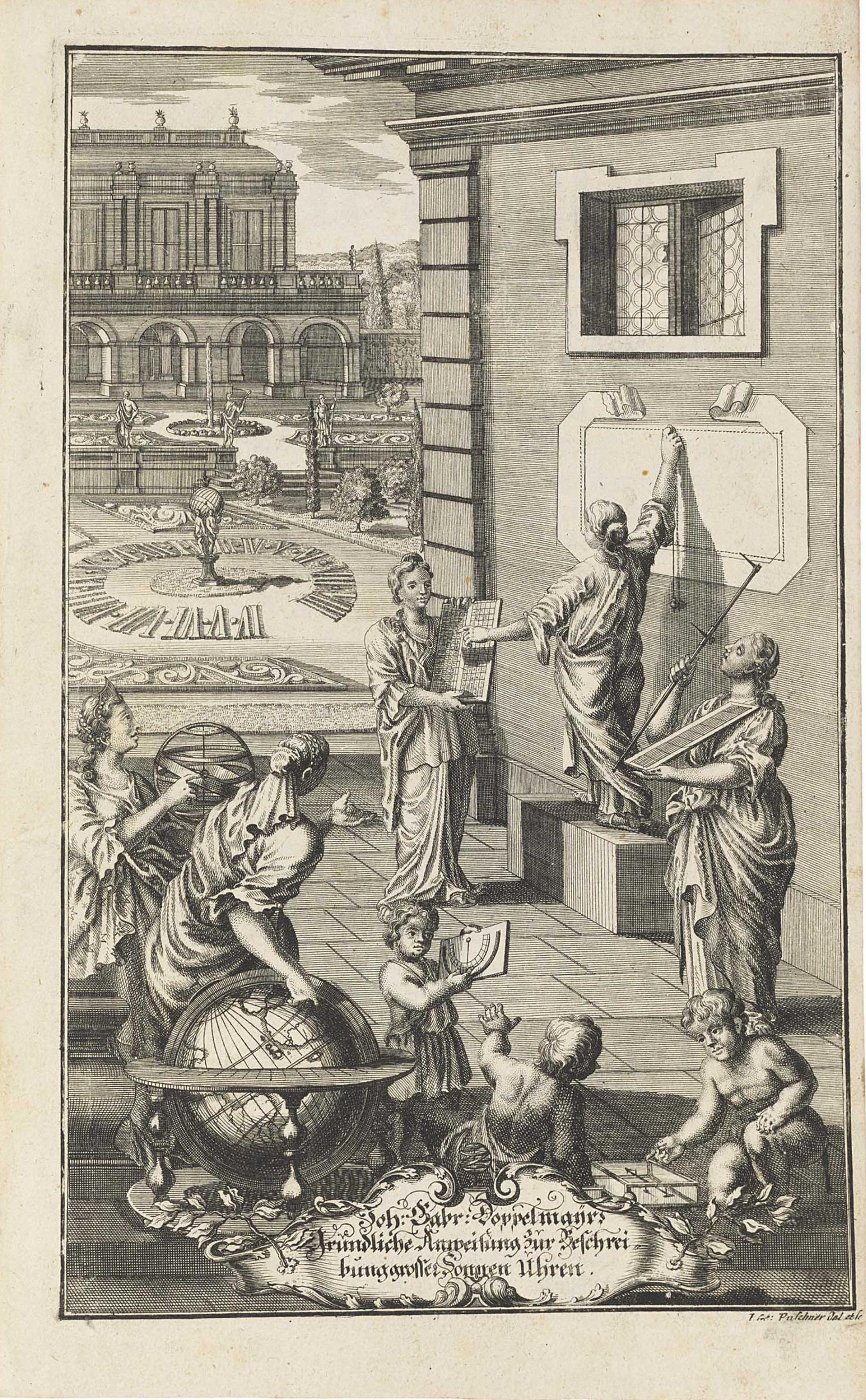
Фронтиспіс книги Йоганна Ґабріеля Доппельмайра «Нові методи зведення сонячних годинників», 1719
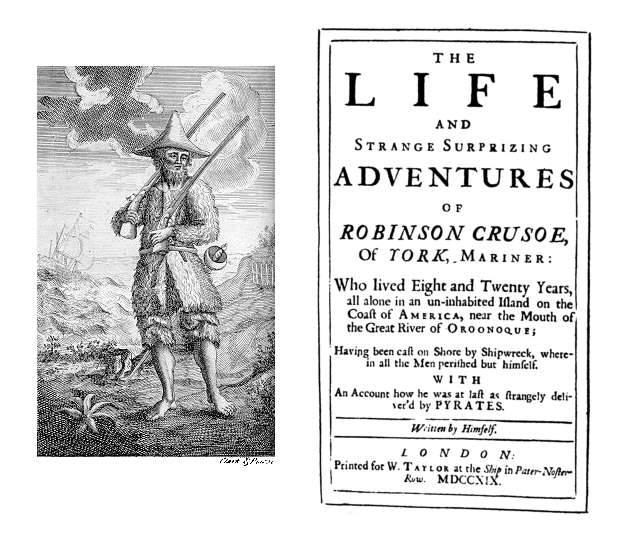
Фронтиспіс до видання «Робінзон Крузо», 1719
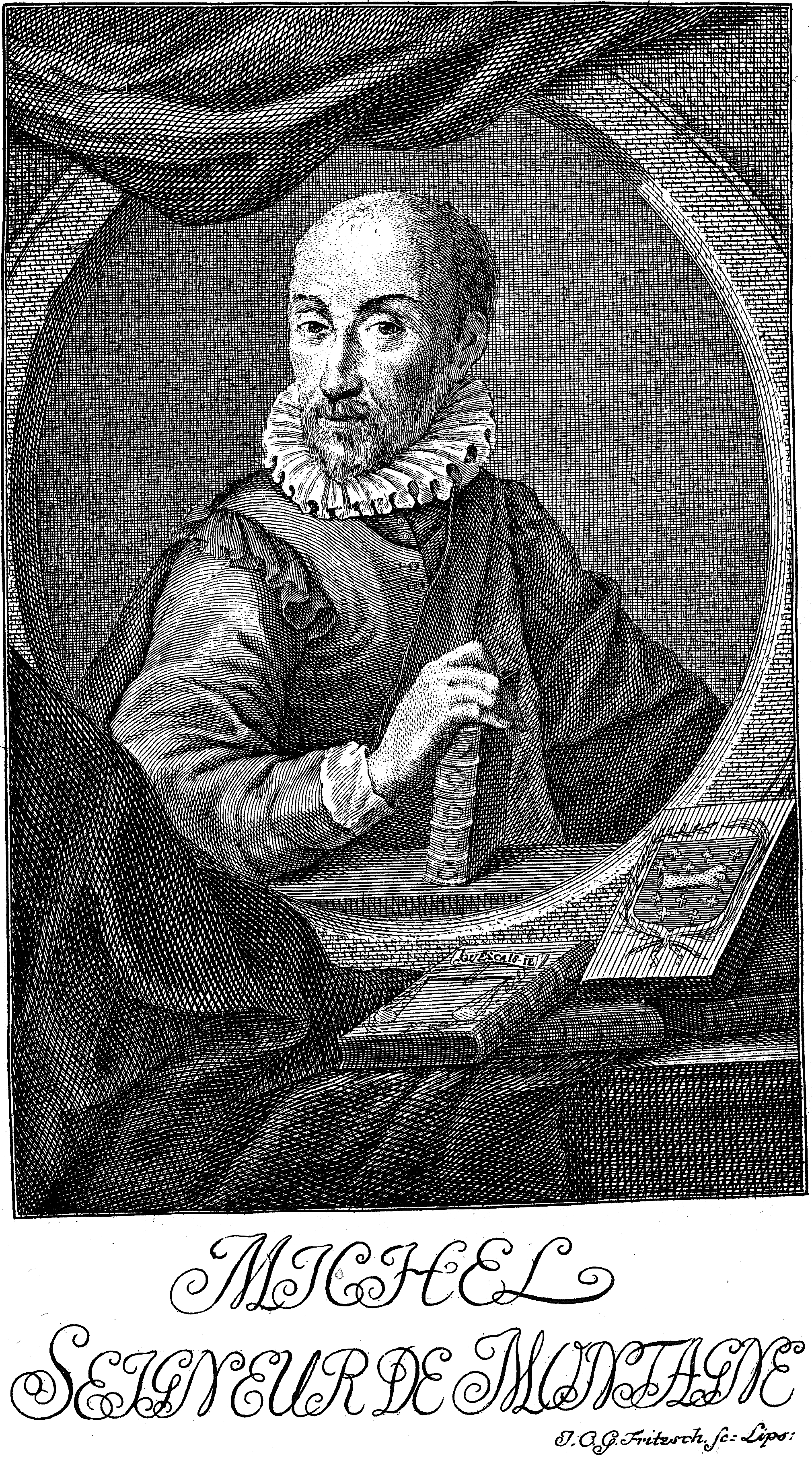
Портрет Мішеля Монтеня, фронтиспіс Йогана Даніеля Тіца до видання 1753 р.
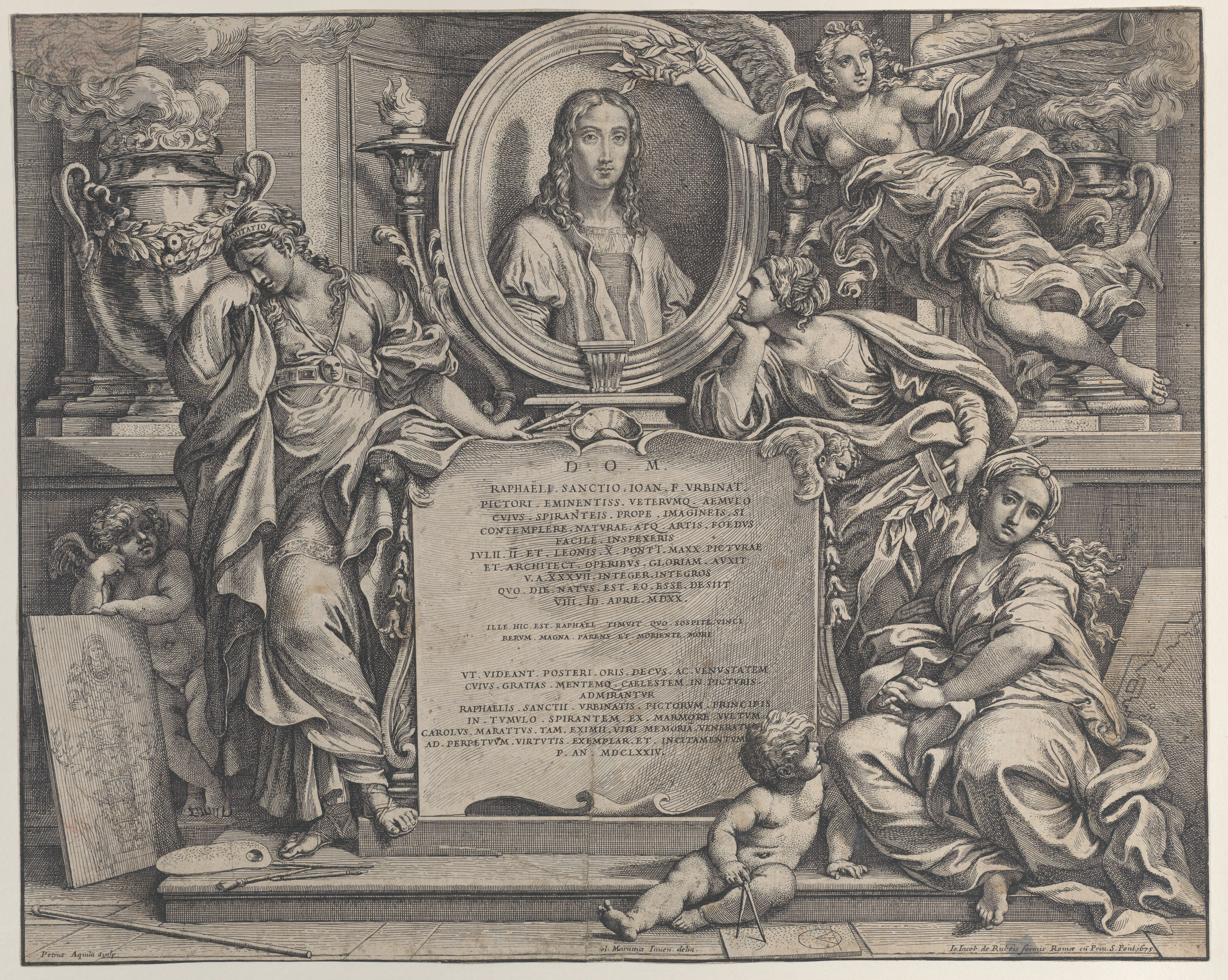
Карло Маратті та П'єтро Аквіла. «Алегорія слави Рафаеля Санті», бароковий фронтиспіс до видання про розписи Лоджий Рафаеля в Ватикані.
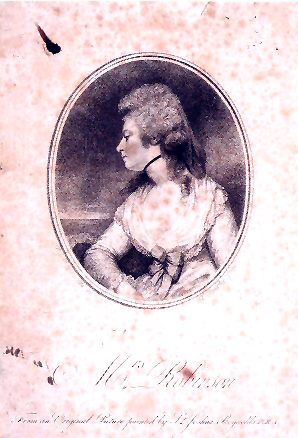
Портрет Мері Робінсон, фронтиспіс до видання її поем 1791 р.
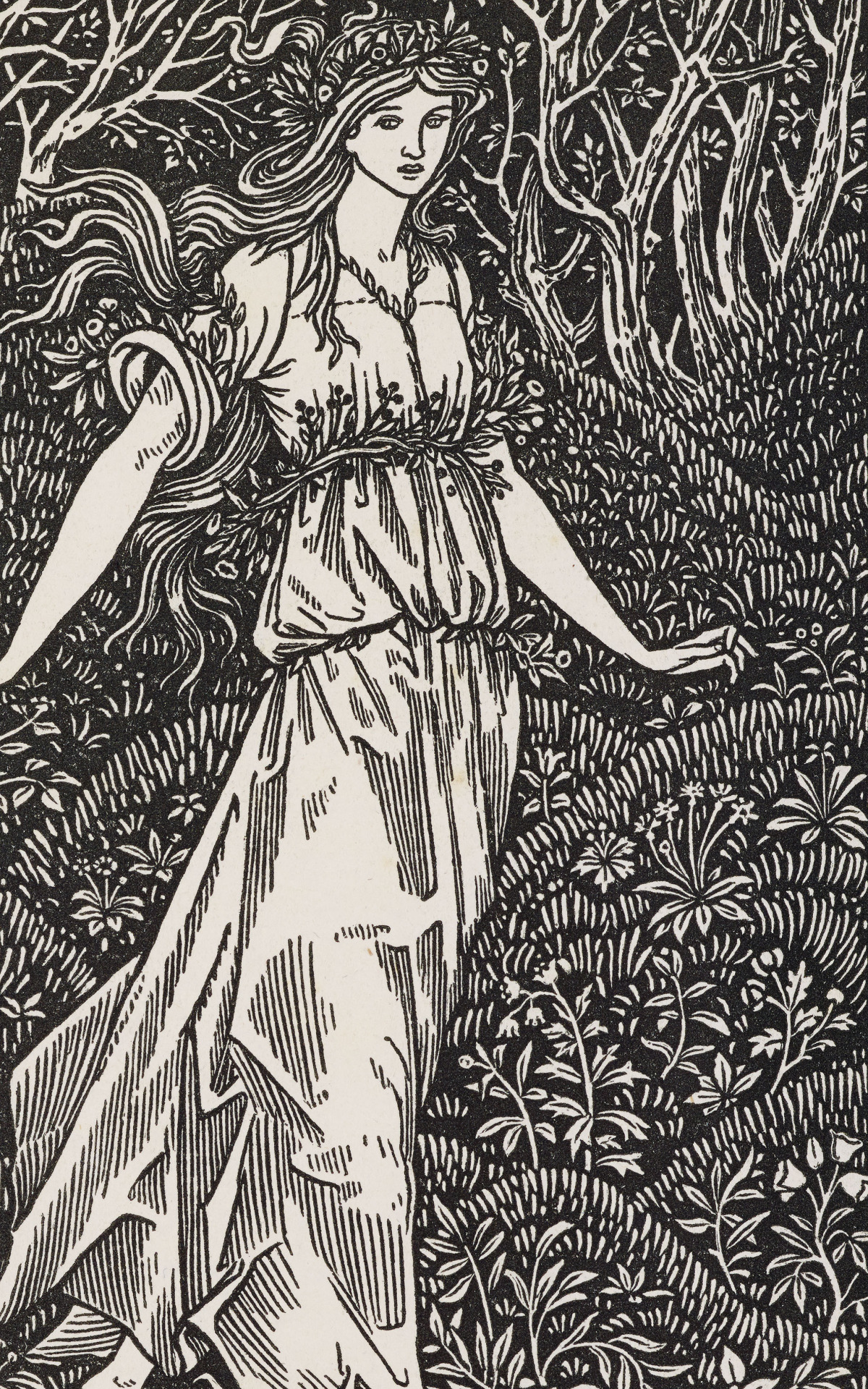
Фронтиспіс Е. Берн-Джонса до роману Вільяма Морріса «Ліс за межами світу», 1894
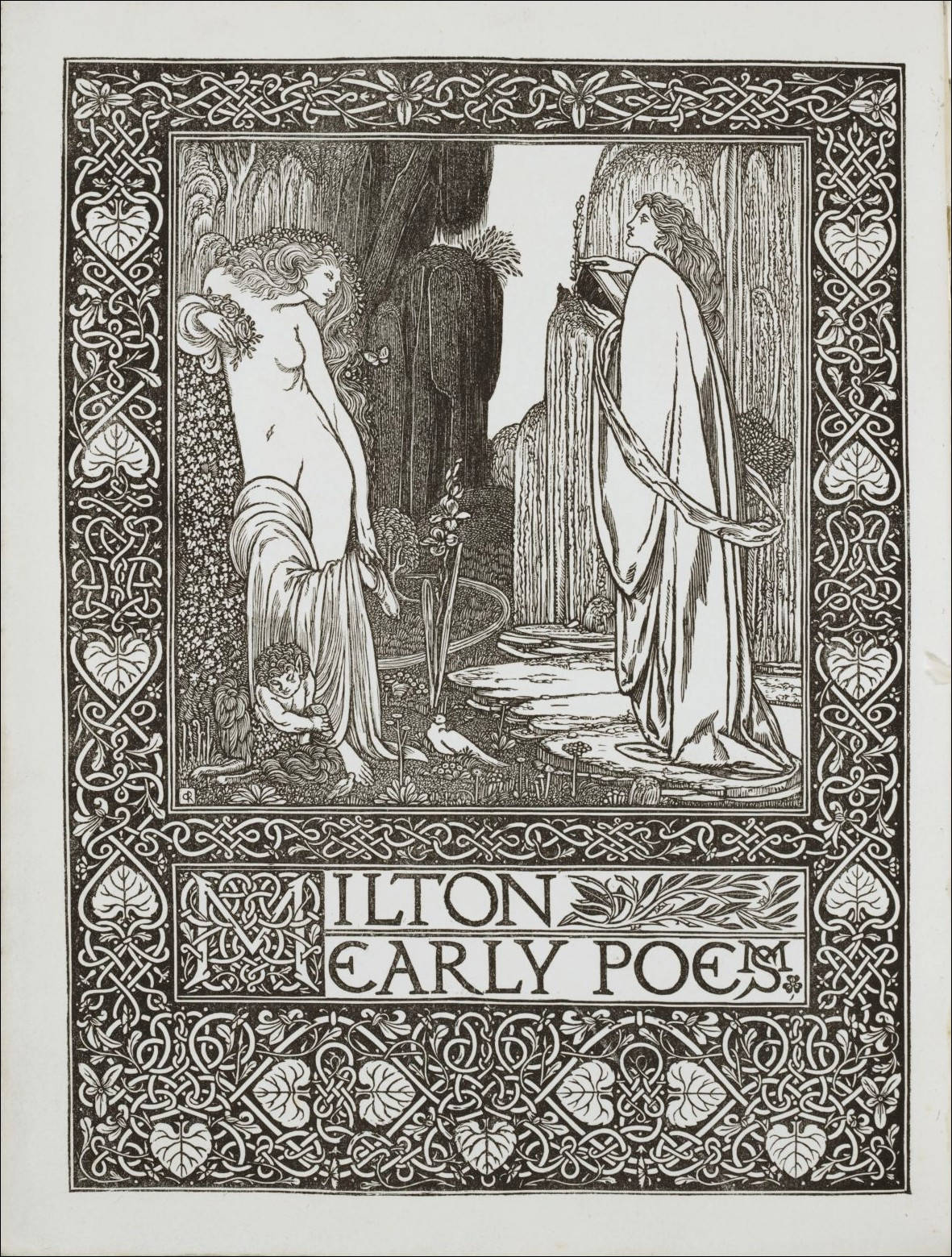
Фронтиспіс до видання 1896 року «Ранніх поем» Джона Мілтона
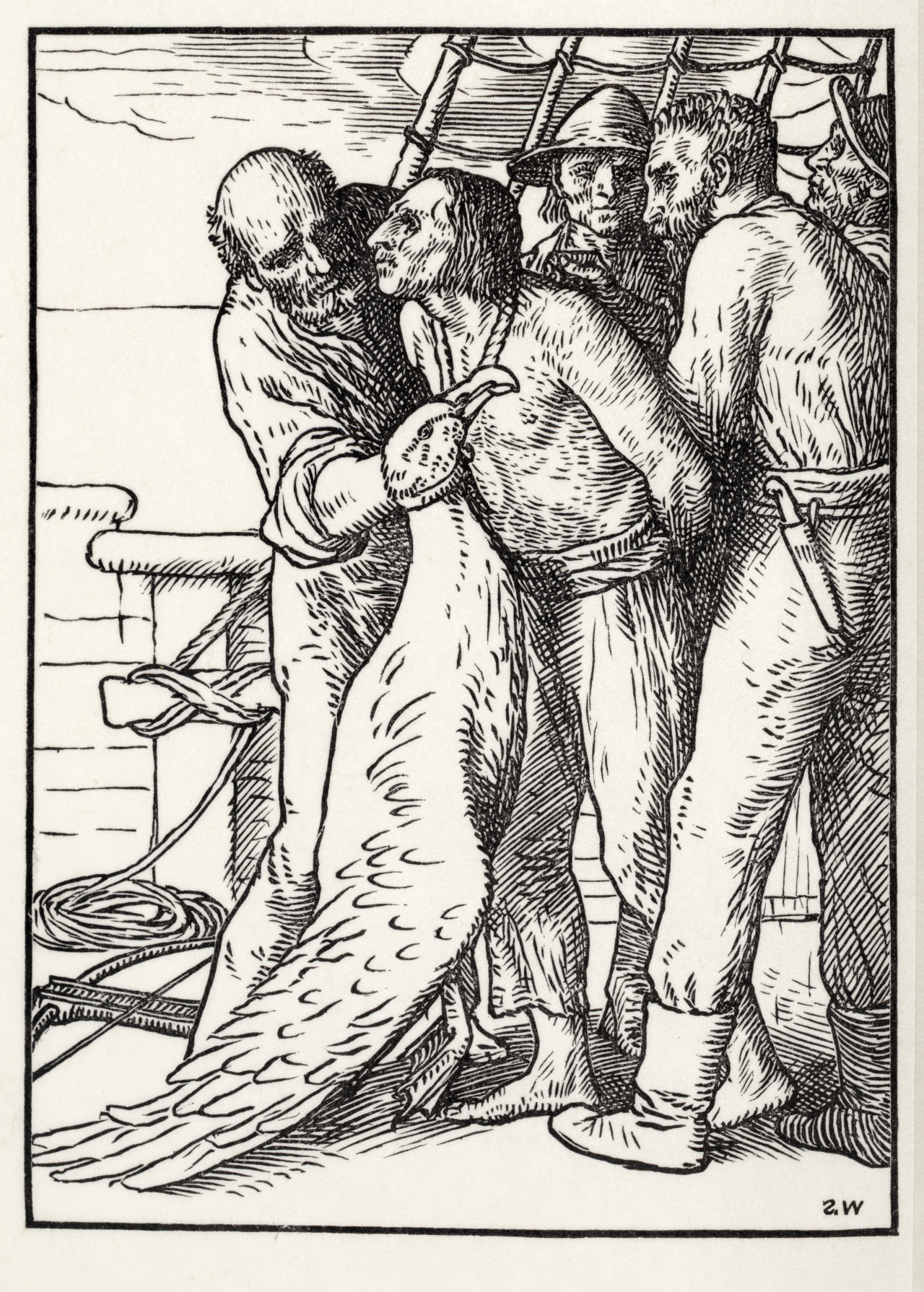
Фронтиспіс Вільяма Странга до «Поеми про старого моряка» Семюела Колріджа, 1903
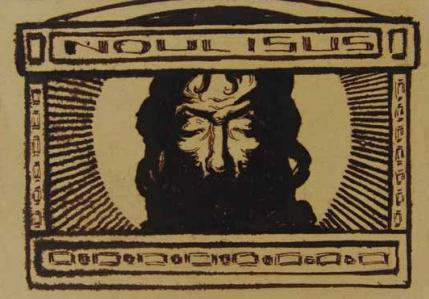
Фронтиспіс видання початку 20 ст. «Новий Ісус»
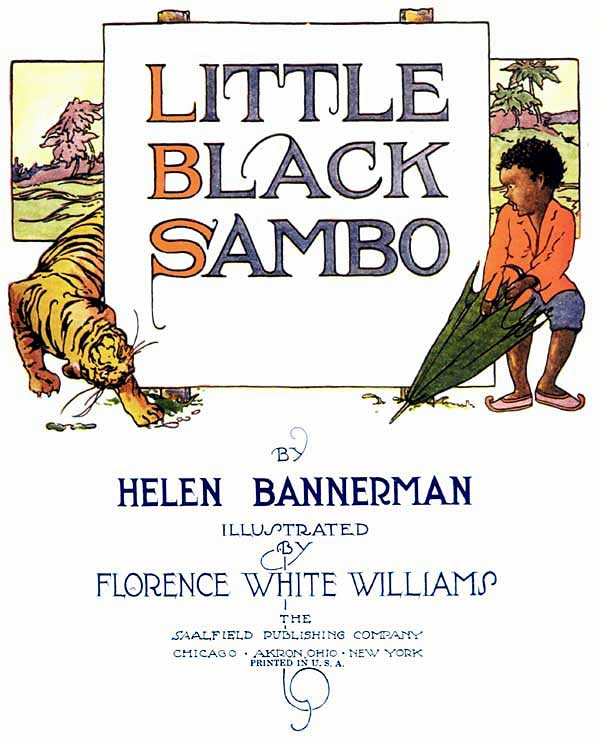
Фронтиспіс Флоренс Вайт Вільямс до видання 1918 р. «Історія малого негреняти Самбо»
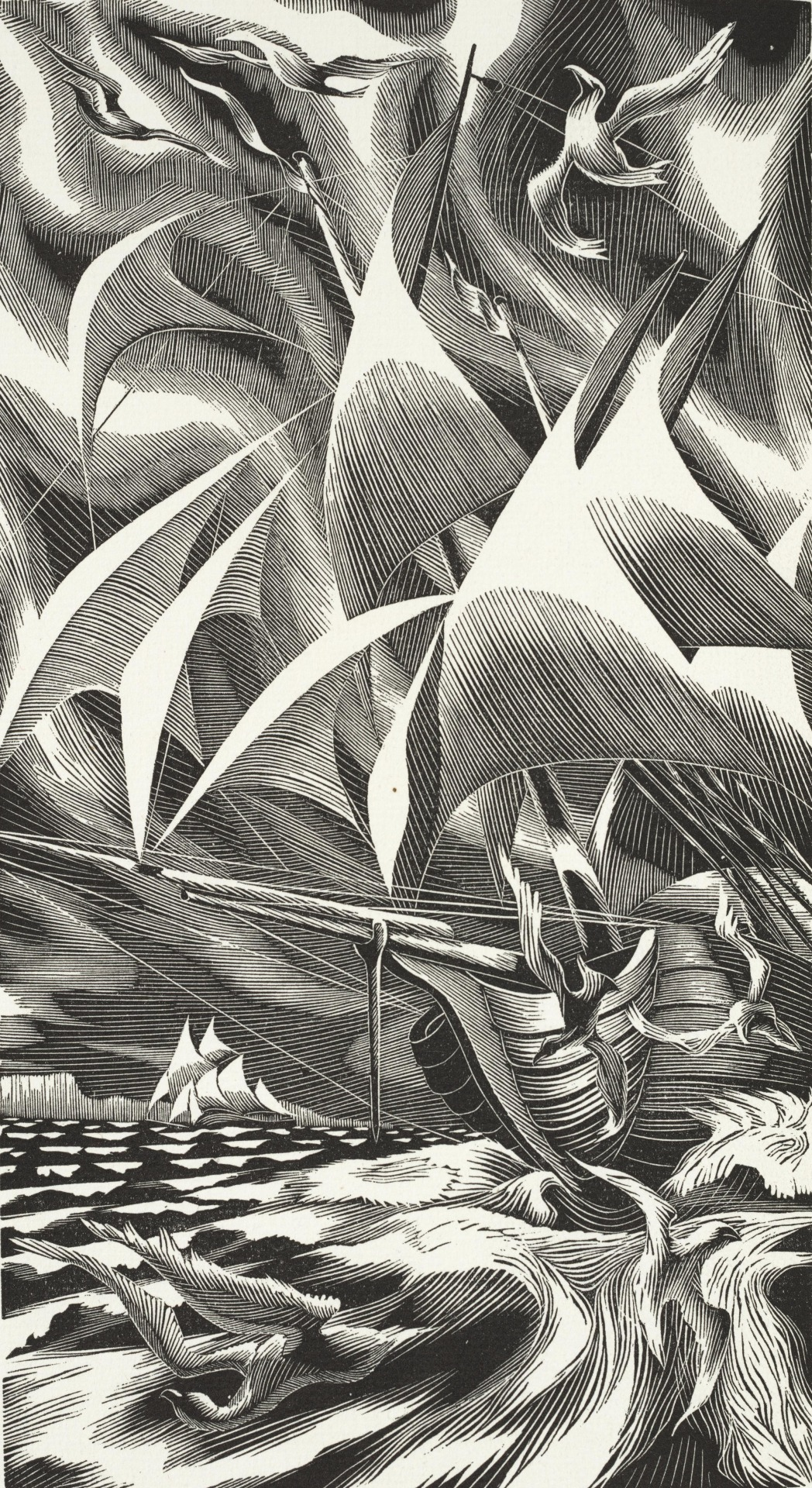
Пітер Баркер-Мілл. Фронтиспіс до «Мандрівки навколо світу з капітаном Куком» Андерса Спаррмана, 1944